# Monique Exbrayat
Monique Exbrayat est une athlète française, née le 13 septembre 1945, adepte de la course d'ultrafond, deux fois championne de France des 100 km en 1986 et 1987, et deuxième aux championnats du monde de Torhout en 1987.

## Biographie
Monique Exbrayat devient championne de France des 100 km de Vogelgrun en 1986 et de Cabestany en 1987. Elle est également deuxième aux championnats du monde de Torhout en 1987. À noter que la DUV considère ces championnats du monde comme non officiel.

## Records personnels
- Marathon : 2 h 57 min 18 s au Marathon du Médoc en 1987[3]
- 100 km route : 8 h 19 min 48 s aux championnats du monde de Torhout en 1987[4],[5]
- 100 km route selon la DUV : 8 h 22 min 22 s aux championnats de France des 100 km de Cabestany en 1987[6]